# Jay Major
Pour les articles homonymes, voir Major.
Jay Major, né le 3 février 1995,, est un coureur cycliste bahaméen.

## Biographie
En 2013, Jay Major devient champion des Bahamas du contre-la-montre chez les élites, à dix-huit ans. La même année, il termine quatrième d'une étape du Tour de l'Abitibi, manche de la Coupe des Nations juniors. 
En 2014, il est sacré  champion national en ligne. Il est également sélectionné en équipe nationale pour participer aux Jeux du Commonwealth, organisés à Glasgow. Victime de plusieurs problèmes mécaniques sur le contre-la-montre, il termine 55e et avant-dernier, à près de dix-neuf minutes du vainqueur Alex Dowsett. Quatre jours plus tard, il abandonne lors de la course en ligne.
En 2015, il conserve son titre de champion des Bahamas sur l'île de New Providence.

## Palmarès
- 2010
  -  Champion des Bahamas sur route juniors
  - 2e du championnat des Bahamas sur route
- 2011
  -  Champion des Bahamas sur route juniors
  - Tour de New Providence
  - Grand Bahama Road Cycling Championships
  - 2e du championnat des Bahamas sur route
  - 3e du championnat des Bahamas du contre-la-montre
- 2012
  - Tour de New Providence
- 2013
  -  Champion des Bahamas du contre-la-montre
  - Tour de New Providence :
    - Classement général
    - 1re, 2e et 3e étapes
- 2014
  -  Champion des Bahamas sur route
  - Tour de New Providence
- 2015
  -  Champion des Bahamas sur route
- 2019
  - 3e du championnat des Bahamas sur route
- 2024
  -  Champion des Bahamas sur route

## Classements mondiaux
| Année            | 2019 |
| ---------------- | ---- |
| UCI America Tour | 397e |